# Qurayshitter
Qurayshitter er medlemmer af stammer i den arabiske stammesammenslutning Quraysh. Blandt qurayshitterne er bl.a. umayyaderne.

## Nævneværdige qurayshitter
- profeten Muhammed

## Fodnoter
1. ↑  Simonsen, Jørgen Bæk (1. februar 2009). "qurayshitter". Den Store Danske (lex.dk online udgave). Hentet 4. august 2010.